# ربنا (استان اوپوله)
ربنا (به لهستانی: Rybna) یک منطقهٔ مسکونی در لهستان است که در گمینا پوپیلوو واقع شده‌است.